# Брадіс Володимир Модестович
Володимир Модестович Брадіс (23 грудня 1890, Псков, Російська імперія — 23 травня 1975, Калінін (нині — Твер), РРФСР, СРСР) — радянський математик та педагог, член-кореспондент Академії педагогічних наук РРФСР (з 1955 року).

## Життєпис
Народився 23 грудня 1890 року в сім'ї вчителів початкової міської школи міста Псков Модеста Васильовича та Єлизавети Василівни Брадісів. У 1901 році почав навчання у Псковській гімназії, проте був виключений із неї у 1907 році за поширення нелегальної літератури. У 1909 році за підтримку псковських соціалістів-революціонерів був засланий у Сибір до Тобольської губернії на три роки. Відбував покарання у селищі Березово. Проте у 1910 році Брадіс був переведений до Туринська, де покарання відбував його батько.
У 1912 році повернувся із заслання до Пскова, а згодом вступив у Санкт-Петербурзький університет на фізико-математичний факультет. Закінчив університет у 1915 році.
Більшу частину свого життя Володимир Брадіс викладав у Тверському інституті народної освіти (нині — Тверський державний університет). Там він працював з 1920 по 1959 рік. У 1928 році став доцентом, у 1934 — професором, а в 1957 — доктором педагогічних наук. Після відходу на пенсію у 1959 році керував аспірантами, у 1965—1971 роках — професор-консультант.
Основні праці Володимира Брадіса сприяють пришвидшенню та збільшенню точності обчислень. Його «Методика викладання математики в середній школі» перевидавалася багато разів та була перекладена іншими мовами. У 1921 році було опубліковано «Таблиці чотиризначних логарифмів та натуральних тригонометричних величин», які пізніше видавалися як «Чотиризначні математичні таблиці». У 1937 році він разом з А. К. Харчовою опублікував працю «Помилки в математичних міркуваннях», а в 1954 — третє видання праці «Средства и способы элементарных вычислений».

## Нагороди
- Орден Леніна (1953)
- Медаль К. Д. Ушинського[ru]
- Заслужений діяч науки РРФСР (1957)[4]